# Cerberilla
Cerberilla is een geslacht van weekdieren uit de klasse van de Gastropoda (slakken).

## Soorten
- Cerberilla affinis Bergh, 1888
- Cerberilla africana Eliot, 1903
- Cerberilla albopunctata Baba, 1976
- Cerberilla ambonensis Bergh, 1905
- Cerberilla annulata (Quoy & Gaimard, 1832)
- Cerberilla asamusiensis Baba, 1940
- Cerberilla bernadettae Tardy, 1965
- Cerberilla chavezi Hermosillo & Valdés, 2007
- Cerberilla incola Burn, 1974
- Cerberilla longibranchus (Volodchenko, 1941)
- Cerberilla longicirrha Bergh, 1873
- Cerberilla misyuki Martynov, Sanamyan & Korshunova, 2015
- Cerberilla moebii (Bergh, 1888)
- Cerberilla mosslandica McDonald & Nybakken, 1975
- Cerberilla potiguara Padula & Delgado, 2010
- Cerberilla pungoarena Collier & Farmer, 1964
- Cerberilla tanna Ev. Marcus & Er. Marcus, 1960